# Cumbres Mundiales de Fiscales Generales
Las Cumbres Mundiales de Fiscales Generales  (World Summit of Prosecutors General, Attorneys General and Chief Prosecutors) son reuniones de los máximos representantes del Ministerio Público de cada país, organizadas por las Naciones Unidas.

## Historia
Se celebraron cuatro Cumbres Mundiales de Fiscales y Procuradores Generales organizadas por las Naciones Unidas, Guatemala 2004, Catar 2005, Bucarest 2009 y Seúl 2011.
La I cumbre se celebró en la ciudad de Antigua, en Guatemala, en febrero de 2004.
La II Cumbre, se celebró en Doha, Catar, del 14 al 16 de noviembre de 2005.
La III Cumbre, se celebró en Bucarest, Rumanía, del 23 al 25 de marzo de 2009.
La IV Cumbre tuvo lugar en Seúl, Corea del Sur, del 30 de junio al 1 de julio de 2011.
La Secretaria General de las Cumbres tiene su sede en la Fiscalía de Rumanía.

## Cumbre de Guatemala

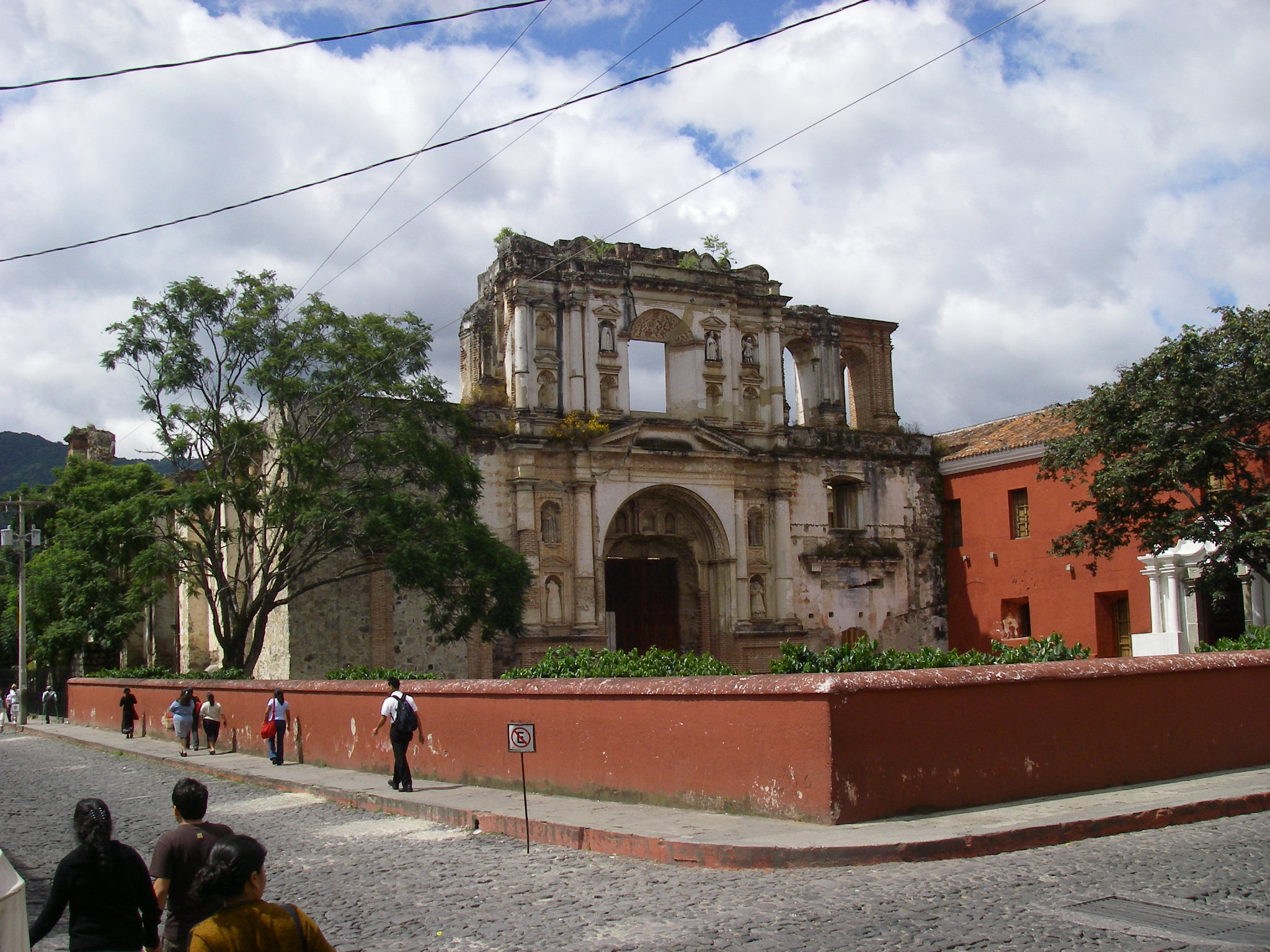
Centro de Formación de la Cooperación Española en la Antigua Guatemala, sede de la primera Cumbre Mundial de Fiscales Generales

La Primera Cumbre Mundial de fiscales generales se celebró en la ciudad de La Antigua, Guatemala del 2 al 5 de febrero de 2004. El fiscal general de Guatemala, Carlos de León, fue el encargado de inaugurar la Cumbre.
El desarrollo de la Cumbre se dedicó esencialmente a analizar los instrumentos más relevantes para la cooperación penal internacional.

## Cumbre de Catar

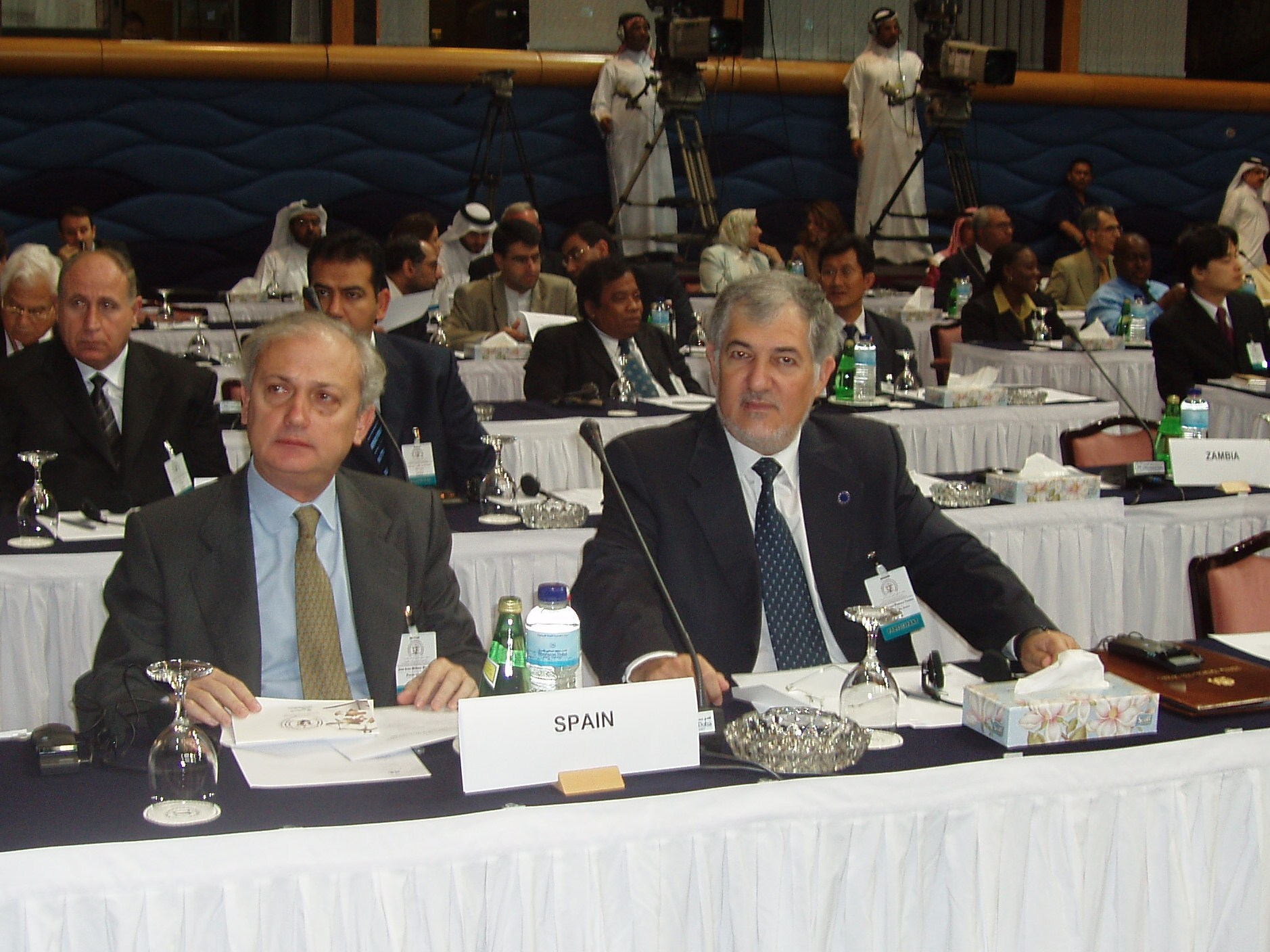
Cumbre Mundial de Fiscales Generales de Catar, en 2005. Delegación española

El fiscal general español  Cándido Conde-Pumpido intervino en el Plenario con una alocución sobre la especialización del Ministerio Fiscal.

## Cumbre de Bucarest
El tema central de la Conferencia fue “Los Fiscales Generales como pilar del sistema contemporáneo de Justicia Penal”.  
La Cumbre proporcionó una oportunidad única a los Fiscales Generales de 113 países de expresar, al más alto nivel, sus preocupaciones sobre diversos temas de interés relacionados con sus respectivos sistemas de justicia penal. 
En la cumbre participaron representantes de diversas organizaciones relacionadas con la justicia penal como el Tribunal Penal Internacional, la Comisión Europea, el Consejo de Europa, UNODC, Eurojust, OLAF, y la Red Judicial Europea. 
La Cumbre fue organizada conjuntamente por la Fiscalía General Rumana, UNODC y la IAP.
El fiscal general español, Conde-Pumpido, intervino en su calidad de presidente de la AIAMP, con una presentación sobre la estructura y funciones de esta organización regional Iberoamericana de Fiscalías Generales.

## Cumbre de Seúl
Conforme a lo acordado por la Comisión de las Naciones Unidas para la prevencíon del delito y la justicia penal en su decimonovena sesión del 17 al 21 de mayo de 2010,  “the Fourth World Summit of Attorneys General,  Prosecutors General and Chief Prosecutors” (Cuarta Cumbre Mundial de Fiscales Generales) se celebró en la República de Corea del 29 de junio al 2 de julio de 2011, en Seúl. Participaron 400 congresistas, incluidos Fiscales Generales de 120 países. 
En realidad, la semana del 27 de junio al 1 de julio de 2011 se celebraron en Seúl (Corea del Sur) dos reuniones internacionales de fiscales de la máxima relevancia. El fiscal del Tribunal Supremo de Corea Joon Gyu Kim, organizó, contando con el apoyo técnico de Naciones Unidas, la Cuarta Cumbre Mundial de Fiscales Generales, que se llevó a cabo los días 30 de junio a 2 de julio. Y la IAP (Asociación Internacional de Fiscales), organizó su 16.ª reunión plenaria los días 27 a 29 de junio, contando también con el apoyo de la Fiscalía coreana.
En la Cumbre se dedicó especial atención a un debate sobre la Jurisdicción Universal y el Tribunal Penal Internacional.